# Laxmannia arborea
Laxmannia arborea là một loài thực vật có hoa trong họ Thiến thảo. Loài này được Forst. mô tả khoa học đầu tiên năm 1776.